# سلول هدف

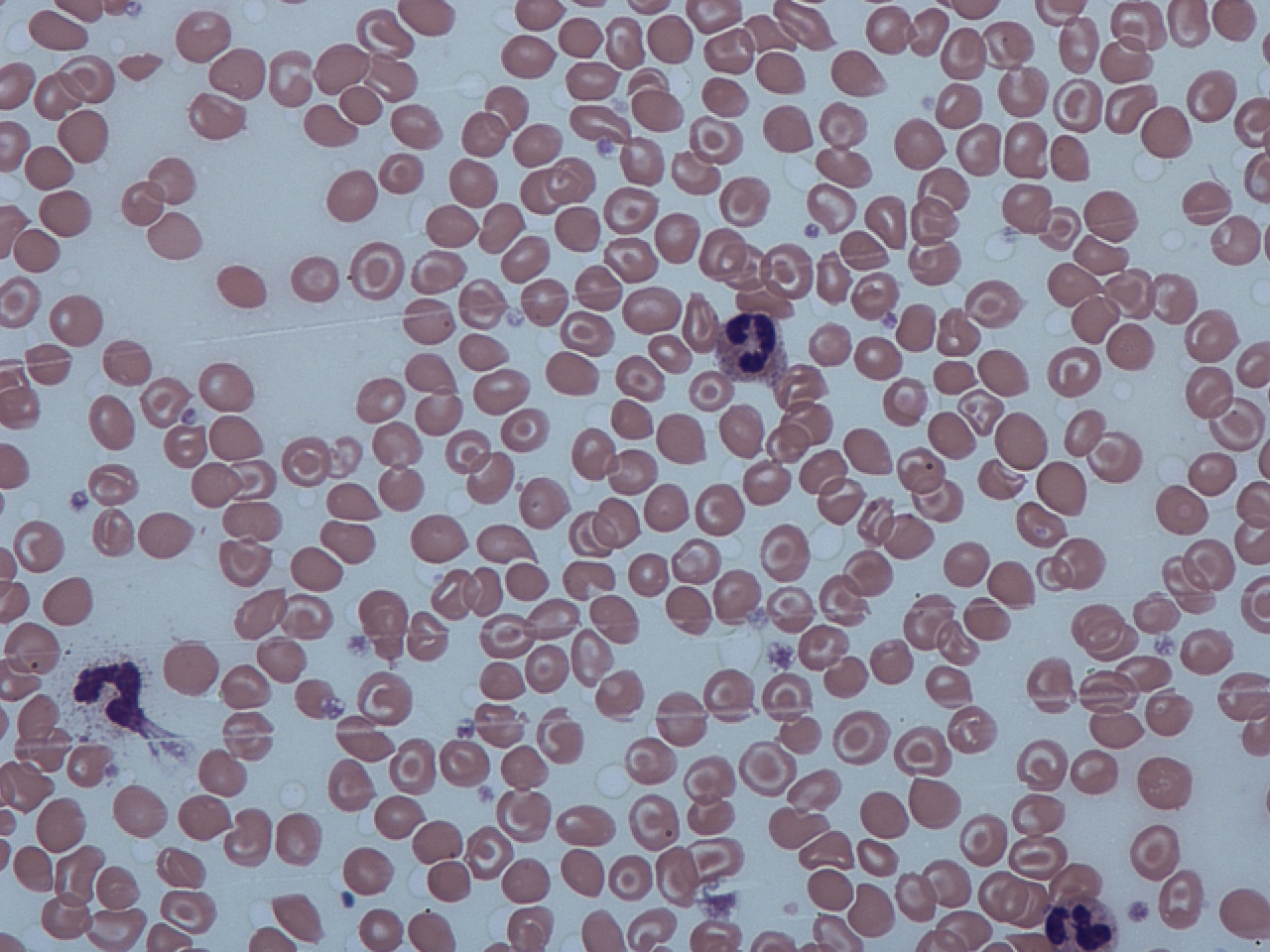

سلول هدف به سلول‌هایی گفته می‌شود که تحت تأثیر هورمون‌ها قرار می‌گیرند. این سلول‌ها دارای گیرنده‌های ویژه ای می‌باشند که هورمون آن را می‌شناسند و به آنها می‌پیوندند تا پاسخی را درون یاخته هدف پدیدآورند. انواع گوناگونی از سلول‌های هدف در بدن وجود دارند که هر کدام ویژه یک نوع هورمون هستند. مثلاً هورمون تحریک کننده غده جنسی تنها روی سلول‌های غدد جنسی می‌چسبد.